# Nana (AV女優)
nana（なな、1985年1月8日 - ）は、日本の元AV女優。
身長:152cm 、スリーサイズ:B84(E)・W56・H86。血液型:O型。

## 人物
- アメリカ合衆国人の父親と日本人の母親をもつハーフで、帰国子女である。
- 身長152cmの小柄な体、白い肌の女優。

## 略歴
- 2004年9月1日に「新人、デビュー nana」でMOODYZ専属女優としてAVデビュー。

## 作品

### アダルトビデオ
2002年
- 障害者の性　～性のバリアフリー～（11月15日、MOODYZ）

2004年
- 新人、デビュー nana（9月1日、MOODYZ）
- nana 第二章〜初めての快感〜（10月1日、MOODYZ）
- アカルイセックス〜nana性的開放計画〜（11月1日、MOODYZ）
- デジタルモザイク Vol.056 Special（12月1日、MOODYZ）

2005年
- 僕だけのnana 今夜はnanaが癒してアゲル…（1月1日、MOODYZ）
- nanaがぜ〜んぶしてアゲル。（2月1日、MOODYZ）
- ドリームウーマン44 nana（3月1日、MOODYZ）
- バイリンガル痴女 僕のお姉ちゃんは痴女英語教師（4月1日、MOODYZ）
- 黒人とセックス、デジタルモザイク（5月1日、MOODYZ）
- 使い捨てＭ奴隷21 nana（6月1日、MOODYZ）
- 黒人と美女と乱交 nana・三津なつみ（7月1日、MOODYZ）共演：三津なつみ
- 清楚な恥じらいセックス（9月13日、MOODYZ）